# Leo Santana
Leandro Silva de Santana Improta (Salvador, 22 de abril de 1988), mais conhecido pelo seu nome artístico Leo Santana, é um cantor, compositor e percussionista brasileiro.

## Biografia
Filho de Lourival e Marinalva Santana, nasceu e foi criado no bairro Boa Vista do Lobato, periferia da capital baiana, onde desde a adolescência, sonhava em trabalhar como músico. Quando a família se reunia na casa dos avós, na cidade de São Domingos, interior da Bahia, tinha o costume de dançar e cantar com os amigos. Mas, antes de iniciar a carreira artística, trabalhou vendendo frango assado na praia e fazendo coquetéis em bares, porém não conseguia muito dinheiro. Depois de algum tempo trabalhando como auxiliar de cabeleireiro, com muito esforço montou sua própria barbearia e então passou a ajudar a custear as despesas da casa.

## Carreira artística

### 2001–13: Parangolé

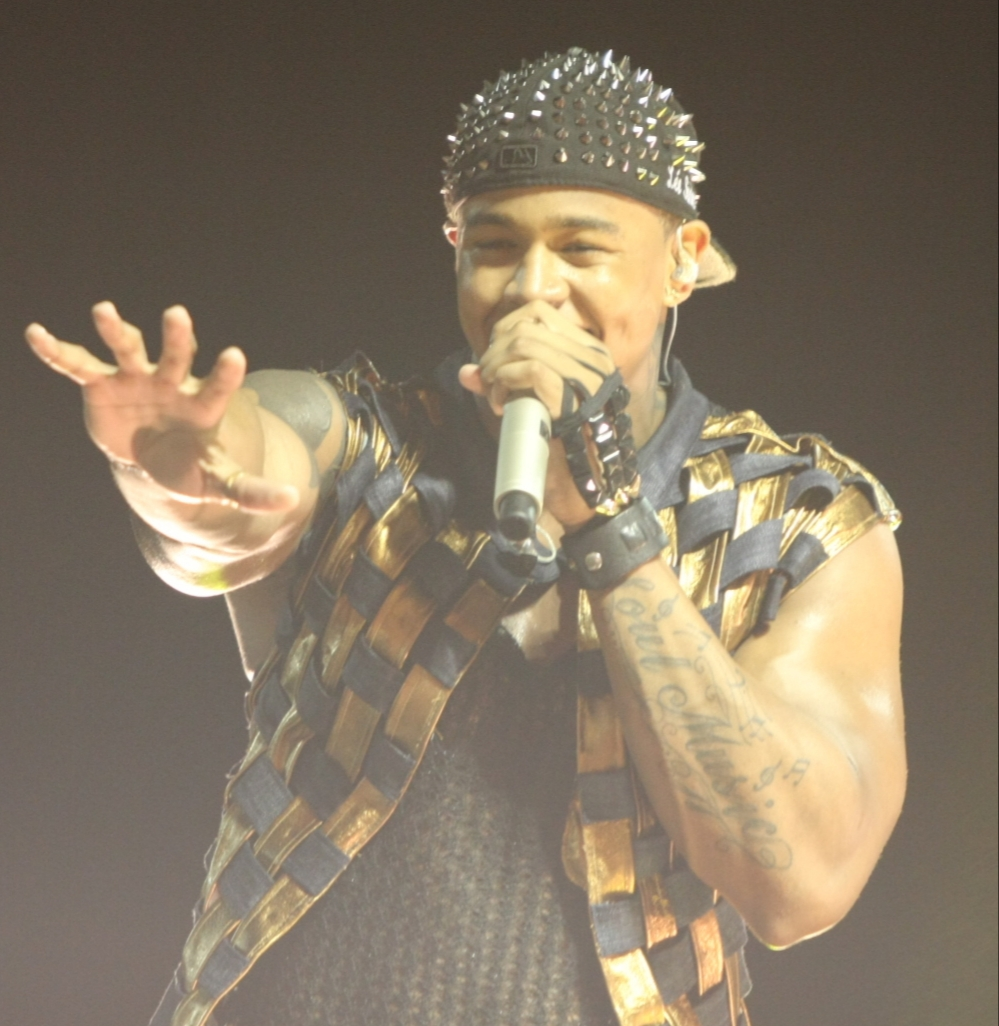
Santana durante apresentação, em 2013

Começou sua carreira com o nome artístico Leo Silva, e passou a tocar percussão na Som Bahia, o primeiro instrumento tocado pelo cantor foi um cavaquinho antigo dado por sua mãe, e depois começou a tocar pandeiro em uma banda de samba de sua comunidade chamada Simplicidade Maior, porém, por querer seguir carreira como vocalista, decidiu sair da banda. Sendo assim, montou a banda Zairê, que depois passou a chamar Garotos de Programa. Logo após, Leo foi convidado para entrar na banda Pegadha de Guettho, no qual permaneceu durante um ano. Depois decidiu montar junto com os amigos a banda Apert Play, todas elas sem grande expressão. Porém, nessa última, seu amigo chamado Jean Nanico, que era sócio da banda Parangolé, a qual havia recentemente demitido o vocalista Bambam, decidiu mostrar um CD demo para a produção da banda, onde Leo foi convidado para fazer parte do grupo.
Já com o nome artístico Leo Santana, o cantor inicialmente sofreu preconceito, pois com a constante mudança de vocalistas da banda, não acreditavam que ele permaneceria muito tempo nos vocais. Porém, após sua entrada, a banda assumiu uma nova cara e seus shows passaram a ter figurinos diversificados com estrutura de última geração, tendo como primeiro sucesso da sua época a canção "Sou Favela". Em 2009, Leo escreveu junto com Nenel, fundador do Parangolé, a música "Rebolation", música de trabalho da banda para o Carnaval de 2010. A música se tornou o hit do verão e com ela o grupo chegou a ter sucesso internacional, batendo recorde nas paradas de Angola e de Portugal. Com esse feito, Leo e a banda conseguiram entrar para o Guinness Book por ter a canção mais tocada no mundo todo em 2010. Além do sucesso comercial, foi um sucesso também pela crítica, recebendo o Troféu Dodô e Osmar na categoria de Melhor Música. Em dezembro de 2013, após cinco anos como vocalista, o cantor anunciou que, em março de 2014, ia deixar a banda Parangolé, revelando que o motivo era porque sentiu que seu nome estava forte o suficiente para seguir carreira solo.

### 2014–presente: Carreira solo

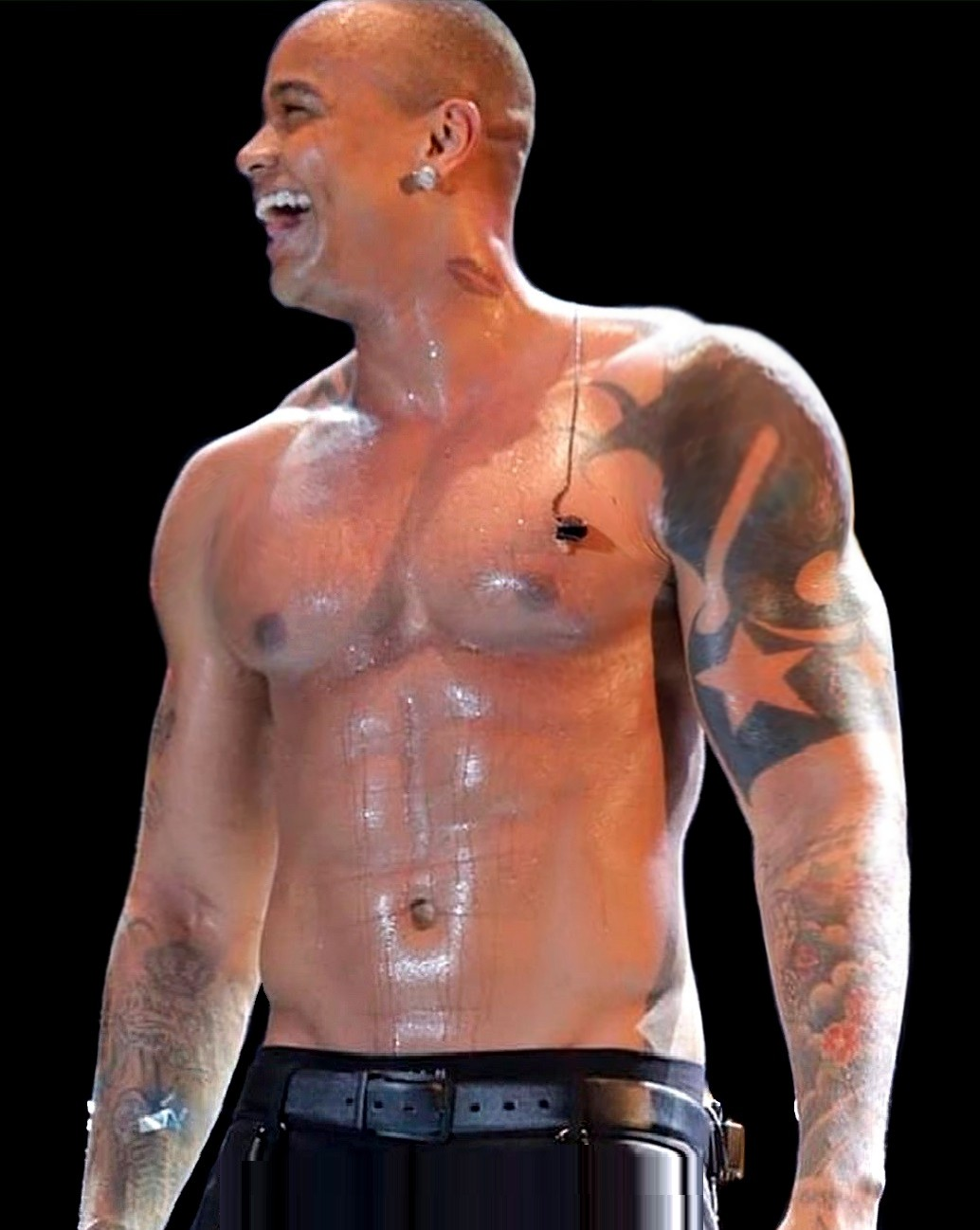
Santana durante apresentação, em 2020

Após o Carnaval, se lançou na carreira solo, com um show de lançamento da sua turnê, intitulado #LSTour2014, no dia 28 de março, com um público de 60 mil pessoas em Cajazeiras. Em abril, foi lançada sua primeira música de trabalho, intitulada "Fenômeno". A canção, que tem influências do swing angolano, foi composta pelo próprio cantor e Rodriguinho, contando com a participação especial do cantor angolano Anselmo Raph. No dia 11 de abril, lançou seu primeiro CD promocional solo, intitulado Uma Nova História, com faixas de vários sucessos dos últimos anos. No dia 9 de dezembro de 2015, foi lançado seu primeiro DVD, intitulado #Deboche, que contou com singles como: "Abana", "Se Eu Te Trair a Culpa É Sua" e "Deboche". No dia 27 de janeiro de 2016, lançou seu segundo álbum de estúdio, intitulado Super Ensaio, com a participação dos cantores Wesley Safadão e Saulo Fernandes. No dia 25 de novembro, lançou seu primeiro DVD, nomeado #Bailedasantinha, que contou com a participação da cantora Marília Mendonça e teve como singles: "Santinha", "Vidro Fumê" e "Um Tal de Toma".
Em 25 de maio de 2018, o cantor lançou seu primeiro EP, intitulado Inovando, que contou com a participação da dupla Maiara & Maraisa e teve como singles: "10 Beijos de Ruas" e "Uma Lá, Duas Cá". No dia 8 de novembro de 2018, foi lançado o álbum No Seu Paredão. No dia 30 de novembro de 2018, lançou seu segundo DVD, intitulado Ao Vivo em Goiânia, com músicas inéditas e alguns de seus sucessos lançados anteriormente. Em maio, lançou o single "Pretinho Tipo A", com a participação do cantor Thiaguinho. No dia 8 de junho de 2019, lançou o EP O De Sempre No Mesmo Padrão, que teve como único single a canção "Olha Como Está a Minha Mesa". Em novembro, lançou a primeira parte do seu DVD Levada do Gigante, que contou como single a canção "Contatinho", em parceria com a cantora Anitta.

## Vida pessoal
Em 2011, teve um breve relacionamento com a modelo e apresentadora Nicole Bahls. Em fevereiro de 2017, assumiu seu namoro com a dançarina Lorena Improta, de quem ficou noivo após seis meses de namoro. O casal terminou a relação em dezembro de 2017 e em março e julho de 2018, mas retomaram o relacionamento em outubro do mesmo ano. O relacionamento chegou ao fim em maio de 2019, pela quarta vez e, em junho de 2020, já estavam juntos novamente. Em fevereiro de 2021, casou-se em sua casa em Salvador, em uma cerimônia entre familiares próximos devido à pandemia de COVID-19. Logo depois, o casal anunciou que estavam à espera do primeiro bebê. Após o casamento, Leo e Lorena adotaram o sobrenome um do outro.
A primeira filha, Liz, nasceu no Hospital Português da Bahia, em Salvador, no dia 26 de setembro de 2021.

### Críticas
Em abril de 2020, o cantor foi criticado nas redes sociais, acusado de fazer doações para ganhar visibilidade. Tal fato ocorreu após o cantor dizer em uma live para arrecadações de doações em meio a pandemia de COVID-19, que doaria dez cestas básicas a cada dez mil pessoas que assistissem o seu show on-line. Em resposta às críticas, Leo Santana disse que foi mal interpretado e que iria fazer a doação, independente do número de pessoas e que "nenhum ser humano tem obrigação de ajudar ninguém".

## Discografia

#### Álbuns de estúdio
- Uma Nova História (2014)
- Super Ensaio (2016)

#### Álbuns ao vivo
- #Deboche (2015)
- #Bailedasantinha (2016)
- No Seu Paredão (2018)
- Ao Vivo em Goiânia (2018)
- Levada do Gigante (2019)

## Prêmios e indicações
| Ano  | Prêmio                                | Categoria          | Indicação            | Resultado | Ref.   |
| ---- | ------------------------------------- | ------------------ | -------------------- | --------- | ------ |
| 2009 | Troféu Dodô e Osmar                   | Cantor Revelação   | Leo Santana          | Venceu    |        |
| 2010 | Troféu Band Folia                     | Cantor Revelação   | Leo Santana          | Venceu    |        |
| 2010 | Troféu Dodô e Osmar                   | Melhor Cantor      | Leo Santana          | Venceu    | [ 50 ] |
| 2011 | Troféu Dodô e Osmar                   | Melhor Cantor      | Leo Santana          | Venceu    |        |
| 2017 | Troféu Band Folia                     | Música do Carnaval | "Santinha"           | Venceu    | [ 51 ] |
| 2017 | Prêmio Contigo! Online                | Melhor Cantor      | Leo Santana          | Indicado  |        |
| 2017 | Prêmio Contigo! Online                | Hit do Carnaval    | "Santinha"           | Venceu    |        |
| 2018 | Prêmio Jovem Brasileiro               | Melhor Cantor      | Leo Santana          | Indicado  |        |
| 2018 | Prêmio Contigoǃ Online                | Hit do Carnaval    | "Várias Novinhas"    | Venceu    | [ 52 ] |
| 2018 | Prêmio Multishow de Música Brasileira | Melhor Cantor      | Leo Santana          | Indicado  | [ 53 ] |
| 2019 | Troféu Internet                       | Melhor Cantor      | Leo Santana          | Indicado  |        |
| 2019 | Troféu Band Folia                     | Música do Carnaval | "Crush Blogueirinha" | Indicado  |        |
| 2019 | Prêmio Jovem Brasileiro               | Hit do Ano         | "Crush Blogueirinha" | Indicado  |        |
| 2019 | MTV Millennial Awards                 | Crush do Ano       | Leo Santana          | Indicado  | [ 54 ] |
| 2020 | Troféu Internet                       | Melhor Cantor      | Leo Santana          | Pendente  |        |
| 2024 | Prêmio Potências                      | Artista do Ano     | Leo Santana          | Indicado  | [ 55 ] |